# Aeroporto di Aberdeen-Dyce
L'Aeroporto di Aberdeen-Dyce (IATA: ABZ, ICAO: EGPD) è un aeroporto scozzese che serve la città di Aberdeen ed è situato nella località di Dyce, a circa 9,3 km dal centro. È il secondo aeroporto più trafficato della Scozia.
L'aeroporto è hub per la compagnia aerea Bmi regional e la Eastern Airways.
La struttura ospita un importante eliporto che serve per il collegamento con le numerose piattaforme petrolifere situate nel Mare del Nord.